# Нараев (Тернопольская область)
Нараев (укр. Нараїв) — село в Тернопольском районе Тернопольской области Украины. Административный центр Нараевской сельской общины.
До 2020 года входило в Бережанский район.
Код КОАТУУ — 6120485101. Население по переписи 2001 года составляло 1799 человек.

## Географическое положение
Село Нараев находится на берегах реки Нараевка, выше по течению на расстоянии в 1 км расположено село Новосёлки, ниже по течению на расстоянии в 1,5 км расположено село Рогачин. Через село проходит автомобильная дорога Т-2007.

## История
- 1443 год — первое упоминание о Нараево. В этот период Нараев обладал статусом города с Магдебургским правом. Находился он в собственности рода Нараевских.

## Экономика
- «Явор», агропромышленное ЧП.

## Объекты социальной сферы
- Школа.
- Школа I—II ст.
- Школа I ст.
- Дом культуры.
- Фельдшерско-акушерский пункт.

## Религия
- Церковь Воздвижения Честного Креста.